# Гери (Минесота)
Гери (енгл. Gary) град је у америчкој савезној држави Минесота.

## Демографија
По попису из 2010. године број становника је 214, што је 1 (-0,5%) становника мање него 2000. године.
| Група             | 2000.       | 2010.       |
| Белци             | 211 (98,1%) | 204 (95,3%) |
| Афроамериканци    | 0 (0,0%)    | 5 (2,3%)    |
| Азијати           | 0 (0,0%)    | 1 (0,5%)    |
| Хиспаноамериканци | 2 (0,9%)    | 1 (0,5%)    |
| Укупно            | 215         | 214         |